# Ара лер
Ара (вірм. Արա լեռ) — згаслий вулкан у  Вірменії, розташований в  Арагацотнській області, між річками  Раздан і Касах. Висота гори над рівнем моря дорівнює 2577 м. Вулкан має форму неправильного конуса зі зрізаною вершиною і кільцеподібних кратером. З корисних копалин на горі зустрічаються андезитобазальт і андезит.

## Флора
Біля підніжжя гори простягаються напівпустельні, зарослі полином, землі. Більш піднесені частини покриті степами. На північному схилі вулкану зустрічаються дубові гаї і чагарники. У теплу пору року гора покривається строкатими гарними квітами.

## Фауна
На горі зустрічається безліч тварин. На кам'янистих частинах вершини особливо багато  отруйних змій.

## Легенди
За переказами гора названа ім'ям царя Ари Прекрасного. Під час битви проти ассирійської цариці Семіраміди, Ара розташував своє військо біля підніжжя Аралера, а цариця зайняла позиції на схилах Атису.
Згідно з легендою, гора Аралер є тілом Ари Прекрасного. Здалеку вона схожа на людину, що лежить з руками на грудях.

## Галерея

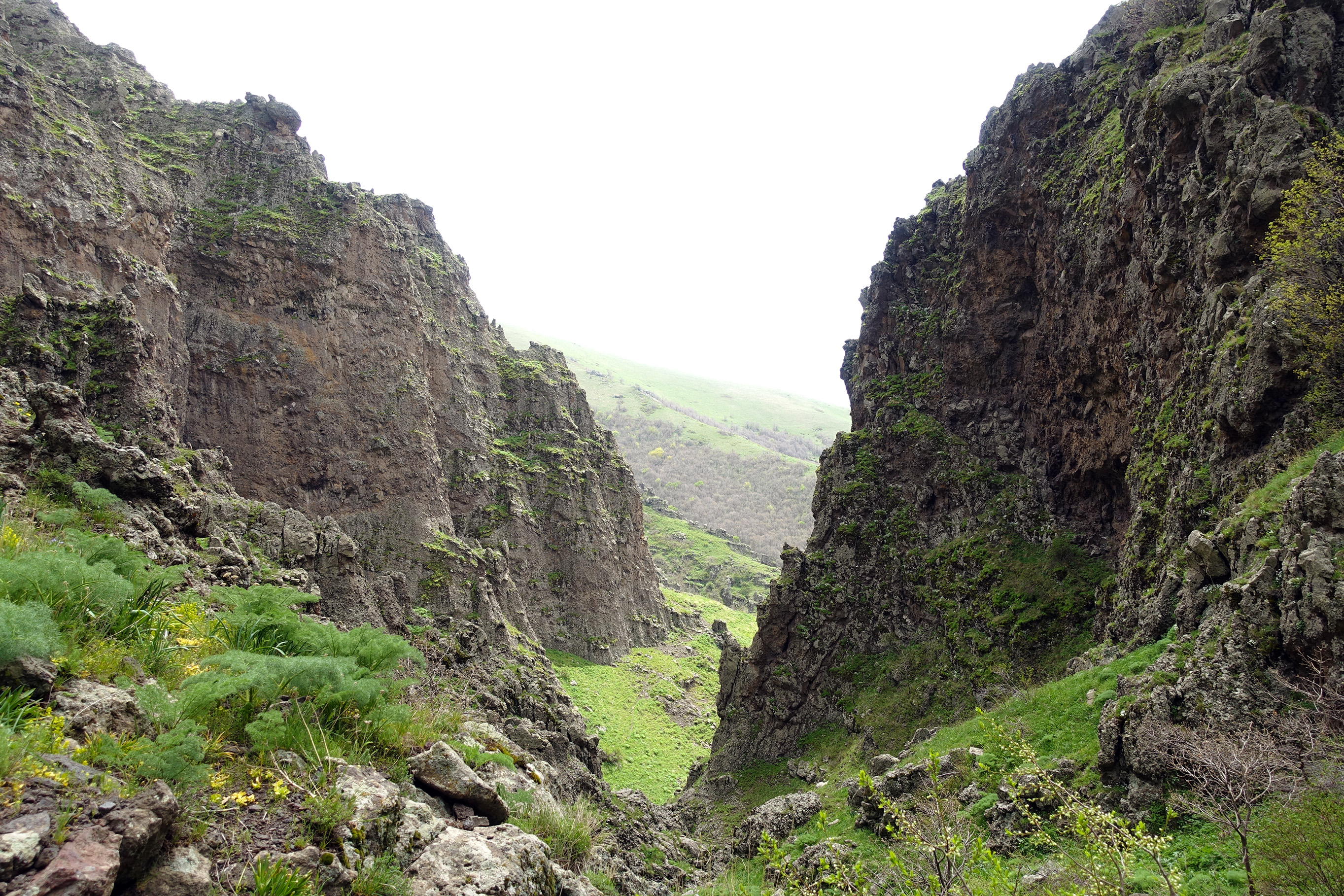
Гора Ара-лер
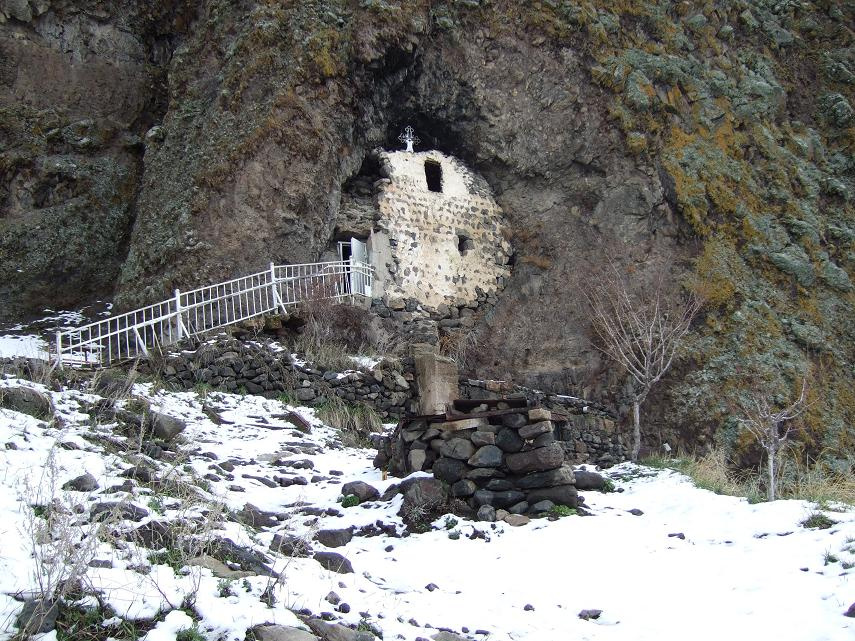
Церква "Куйс Варвара" в горі Арагац
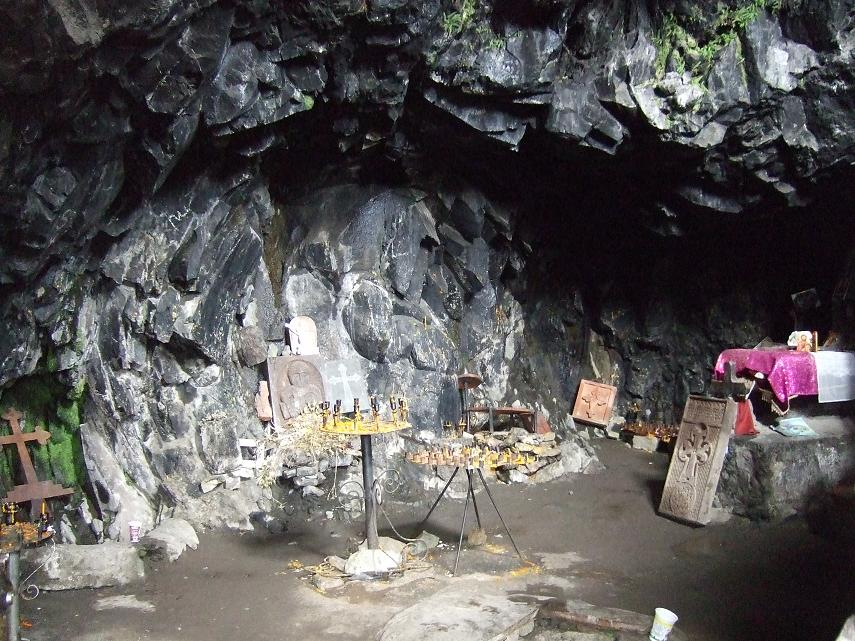
Церква "Куйс Варвара"
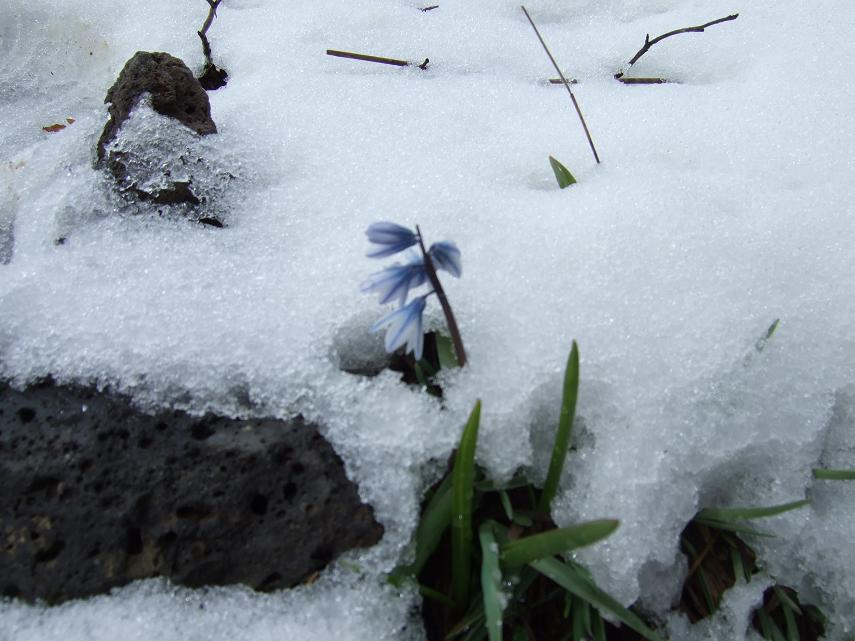
Пролісок на горі